# Licht-Reflexions-Rheographie
Das opto-elektronische Messverfahren Licht-Reflexions-Rheographie (LRR) auch als Photoplethysmographie (PPG) bezeichnet, ist eine Screening-Untersuchungsmethode aus der Gefäßchirurgie, mit der mit Infrarotlicht von außen die Funktion der Venen und deren Venenklappen geprüft wird.
Mit der Licht-Reflexions-Rheographie sind Rückschlüsse möglich, ob der Bluttransport der Venen normal ist oder Schäden der Venenklappen und durch Krampfadern vorliegen. Diese Venenmessung kommt auch zur Kontrolle bei schon länger bestehenden sowie bei behandelten Venenleiden zum Einsatz.

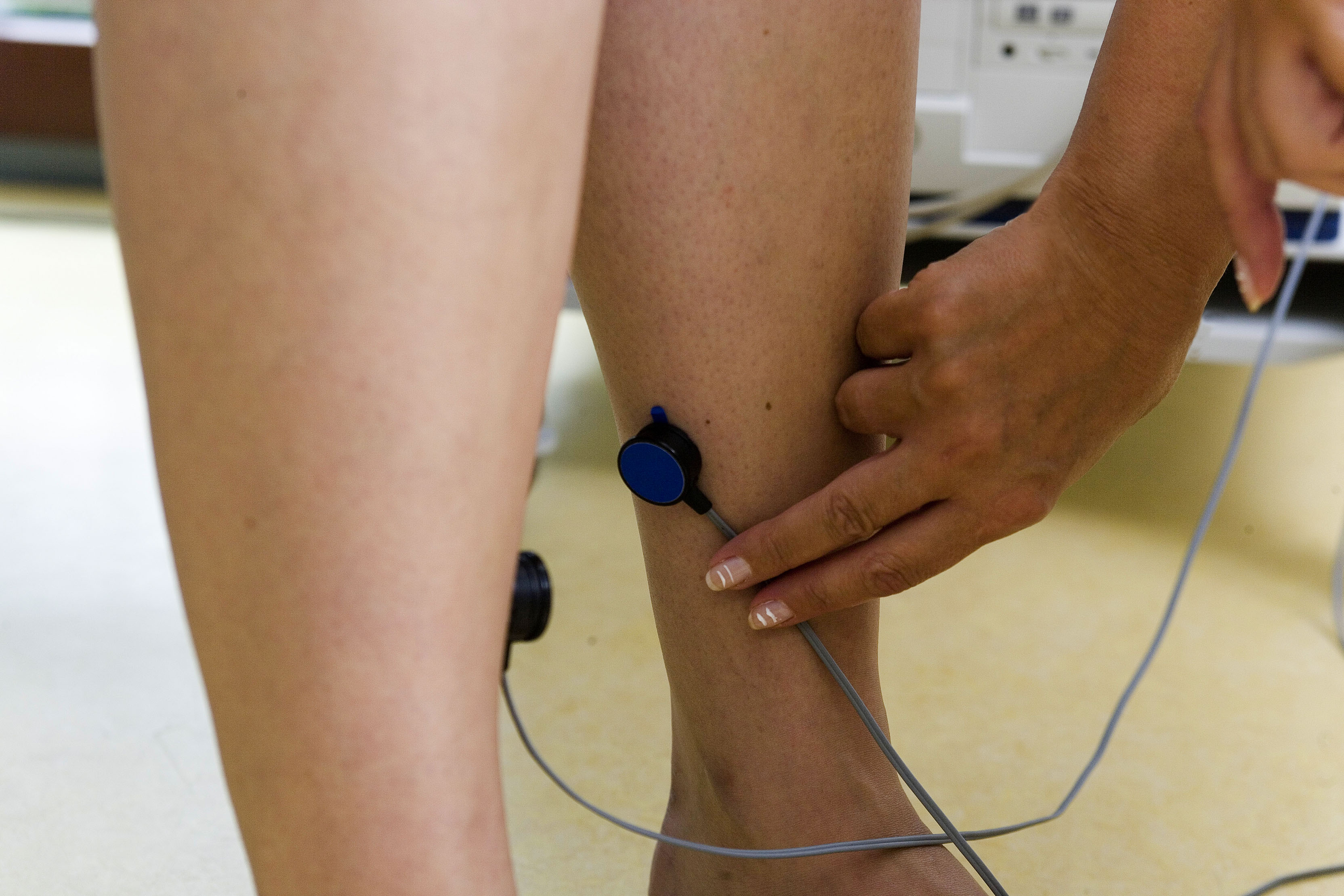
LRR-Untersuchung

## Geschichte
Volker Wienert entwickelte gemeinsam mit dem ebenfalls an der RWTH Aachen tätigen Medizintechniker Vladimir Blazek die in den 1930er Jahren erstmals beschriebene Licht-Reflexions-Rheographie zur Diagnostik und Verlaufskontrolle der Chronisch-venösen Insuffizienz (CVI) weiter und ermöglichte so deren routinemäßige Anwendung.

## Funktionsweise
Die Licht-Reflexions-Rheographie geschieht mit einem Gerät, das Infrarotlicht aussendet. Das Infrarotlicht wird von verschiedenen Strukturen innerhalb des Körpers in einem bestimmten Ausmaß zurückgeworfen. Insbesondere spielt dabei die Füllung der Venen unter der Haut eine Rolle, wie viel Infrarotlicht reflektiert wird. Die reflektierten Strahlen werden mit dem Gerät wieder aufgenommen und verarbeitet. Hauptsächlich wird gemessen, wie schnell die Venen nach der Ausführung der geplanten Bewegungen wieder vollständig mit Blut gefüllt sind. Beim gesunden Menschen füllen sich die Venen normal nach ca. 25 Sekunden oder höher wieder auf. Je schneller das Blut in die Venen zurücksackt, umso ausgeprägter ist die venöse Funktionsstörung.

### Ablauf und Durchführung der Licht-Reflexions-Rheographie im Sitzen
Diese Messung ist eine schmerzfreie Kurzuntersuchung. Für die Messung muss lediglich an dem Bein das Hosenbein etwas hochgekrempelt werden.
Die Messung erfolgt über einen Messkopf. Er besitzt drei Strahlungsquellen, die Infrarotstrahlen aussenden, und einen Strahlungsempfänger.
Der Sensor des Gerätes wird mit Manschetten an der Innenseite des Unterschenkels auf die Haut gebracht, ohne dass ein Druck ausgeübt wird. Die übliche Stelle liegt zehn Zentimeter oberhalb des Innenknöchels an der Innenseite des Unterschenkels. Diese Hautstelle sollte keine Schäden aufweisen.
Die Unterschenkel sind leicht ausgestreckt. Der Winkel zwischen Ober- und Unterschenkel soll ca. 110° betragen.
Zunächst wird beim sitzenden Patient in einem vorgegebenen Takt durch zehn Dorsalextensionen im Sprunggelenk (Wippen des Fußballens nach oben) die Muskelpumpe betätigt. Sie unterstützt den Rücktransport des Blutes in den Venen in Richtung Herz.
Hierdurch nimmt der Füllungsgrad der subpapillären Venen messbar ab. Während der anschließenden ruhigen Sitzhaltung erfolgt die Wiederauffüllung der Venen.
Anschließend, in der Ruhephase, folgt der eigentliche Messvorgang: Das Gerät misst, wie schnell das Blut ohne Bewegung in die Venen zurückfließt. Umso schneller das geschieht, umso schwächer sind die Venen.
Der Anstieg der Blutfülle während der Wiederauffüllzeit spiegelt sich in der Kurve durch einen Anstieg der Lichtreflexion wider.
Die gemessenen Werte der Licht-Reflexions-Rheographie werden vom Gerät aufgezeichnet und können in Kurvenform angesehen werden. Abweichungen von der Normalkurve ergeben Hinweise auf den Krankheitszustand des oberflächlichen und des tiefen Venensystems.
Anhand der aufgezeichneten Kurve lassen sich zwei Parameter bestimmen:
- venöse Füllungsdifferenz
- venöse Wiederauffüllzeit (t0):

t0 ist die Strecke vom höchsten Punkt der Kurve nach Bewegung bis zum Wiedererreichen eines stabilen Reflexionswertes über mind. 5 Sekunden.
Bei venengesunden Personen beträgt die Wiederauffüllzeit t0 mehr als 25 Sekunden. Eine Verkürzung von t0 tritt bei Refluxen im epi- oder intrafaszialen Venensystem oder Perforans-Venensystem auf.
- t0 > 25 Sekunden entspricht einem Normalbefund
- t0 = 20–25 Sekunden entspricht einer venösen Funktionsstörung I. Grades
- t0 = 10–19 Sekunden entspricht einer venösen Funktionsstörung II. Grades
- t0 < 10 Sekunden entspricht einer venösen Funktionsstörung III. Grades.[3]

### Durchführung der Licht-Reflexions-Rheographie in anderen Positionen
Zur weiterführenden Diagnostik kann die Untersuchung mittels Licht-Reflexions-Rheographie auch in anderen Positionen des Patienten vorgenommen werden. So kann der Test auch am stehenden oder liegenden Patienten oder nach Positionsänderung auf dem Kipptisch erfolgen. Auch kann eine LRR-Untersuchung an der Außenseite des Unterschenkels oder am Fuß aufschlussreich sein.

### Venenmessung der tiefen Venen (Tourniquet-Test)
Auffällige Werte mit verkürzter Auffüllzeit t0 werden weiter überprüft, indem dem Patienten ein Stauschlauch/Tourniquet um die Wade angelegt wird. Die oberflächlich verlaufenden Venen werden durch die Aderpresse zwischenzeitlich abgedrückt. Anschließend wird erneut die Wiederauffüllzeit bestimmt.
Hiermit wird überprüft, ob die tiefen Venen funktionsfähig sind. Durch den Tourniquet-Test kann orientierend zwischen einer venösen Funktionseinschränkung im oberflächlichen und tiefen Venensystem differenziert werden.
Tritt hierbei eine Verlängerung von t0 um mind. 5 Sekunden auf, liegt eine therapeutisch verbesserbare Varikosis der oberflächlichen Venen vor, und eine Krampfader-Therapie ist erfolgversprechend.
Tritt unter Tourniquet keine Verlängerung der Wiederauffüllzeit auf, liegt entweder eine Insuffizienz im tiefen Venensystem oder eine Perforansinsuffizienz distal des Tourniquet vor.
 